# Oria (Almeria)
Oria és una localitat i municipi de la província d'Almeria, Andalusia. L'any 2005 tenia 2.488 habitants. La seva extensió superficial és de 235 km² i té una densitat de 10,6 hab/km². És a una altitud de 1025 metres i a 150 quilòmetres de la capital de la província, Almeria.
| 1996  | 1998  | 1999  | 2000  | 2001  | 2002  | 2003  | 2004  | 2005  | 2006  |
| ----- | ----- | ----- | ----- | ----- | ----- | ----- | ----- | ----- | ----- |
| 2.240 | 2.121 | 2.138 | 2.129 | 2.128 | 2.161 | 2.293 | 2.350 | 2.488 | 2.619 |